# خلیل احمد شهیدزاده
خلیل احمد شهید زاده (زاده ۱۳۴۶ ولسوالی اوبه - ولایت هرات) سیاستمدار افغانستانی و نماینده مردم ولایت هرات در دوره شانزدهم مجلس نمایندگان است. وی در مجلس شانزدهم نمایندگان افغانستان عضو کمیسیون امور دینی و فرهنگی، معارف و تحصیلات عالی می‌باشد. یکی ازنمایندگان قوم نورزی درپارلمان است.

## زندگی‌نامه
خلیل احمد شهید زاده زاده ۱۳۴۶ از ولسوالی اوبه ولایت هرات است. وی تحصیلات متوسطه خود را در لیسه/دبیرستان امیرالمؤمنین در ایران به پایان برد و مدتی نیز در مدارس دینی تحصیلات خود را ادامه داد.

## دیگر فعالیت‌ها
دیگر فعالیت‌های وی:
- مدیر و مؤسس مدرسه گذره علیای ولسوالی اوبه ولایت هرات (۱۳۶۸).
- کارمند اداره امر به معروف و نهی از منکر هرات (۱۳۷۱–۱۳۷۴).
- مؤسس و مدیر مدرسه شهدای ۲۴ حوت هرات برای مهاجرین افغانستانی در تهران (۱۳۷۴–۱۳۸۳).
- عضو ارشد جامعه افغانستانی همکار یوناما برای تصویب قانون اساسی افغانستان در تهران.
- عضو کمیسیون منطقه‌ای انتخابات ریاست جمهوری و مسئول حوزه تهران برای مهاجرین افغانستان (۱۳۸۳).
- مسئول شورای انجمن‌های اجتماعی زراعتی و مالداری در ولایت هرات.
- رئیس شورای انکشافی ولسوالی اوبه ولایت هرات.
- چهار سال رئیس شورای صلح در ولسوالی اوبه ولایت هرات.
- کارمند منطقه‌ای (DFC) در انتخابات ریاست جمهوری و شورای ولایتی سال ۱۳۸۸ در ولایت هرات.
- فعالیت در بنیادها و نهادهای فرهنگی از جمله (پیر هرات - بنیاد شهید احمدشاه مسعود).